# Lapa (Lisbonne)
Pour les articles homonymes, voir Lapa.
Lapa est une freguesia de Lisbonne.